# برگهایم
برگهایم (به آلمانی: Bergheim, Bavaria) یک شهر در آلمان است که در بایرن واقع شده‌است.

## خصوصیات
برگهایم ۲۸٫۹۵ کیلومترمربع مساحت دارد ۳۸۹ متر بالاتر از سطح دریا واقع شده‌است.